# Toftavatn
El Toftavatn és un llac situat a l'illa d'Eysturoy, a les illes Fèroe.

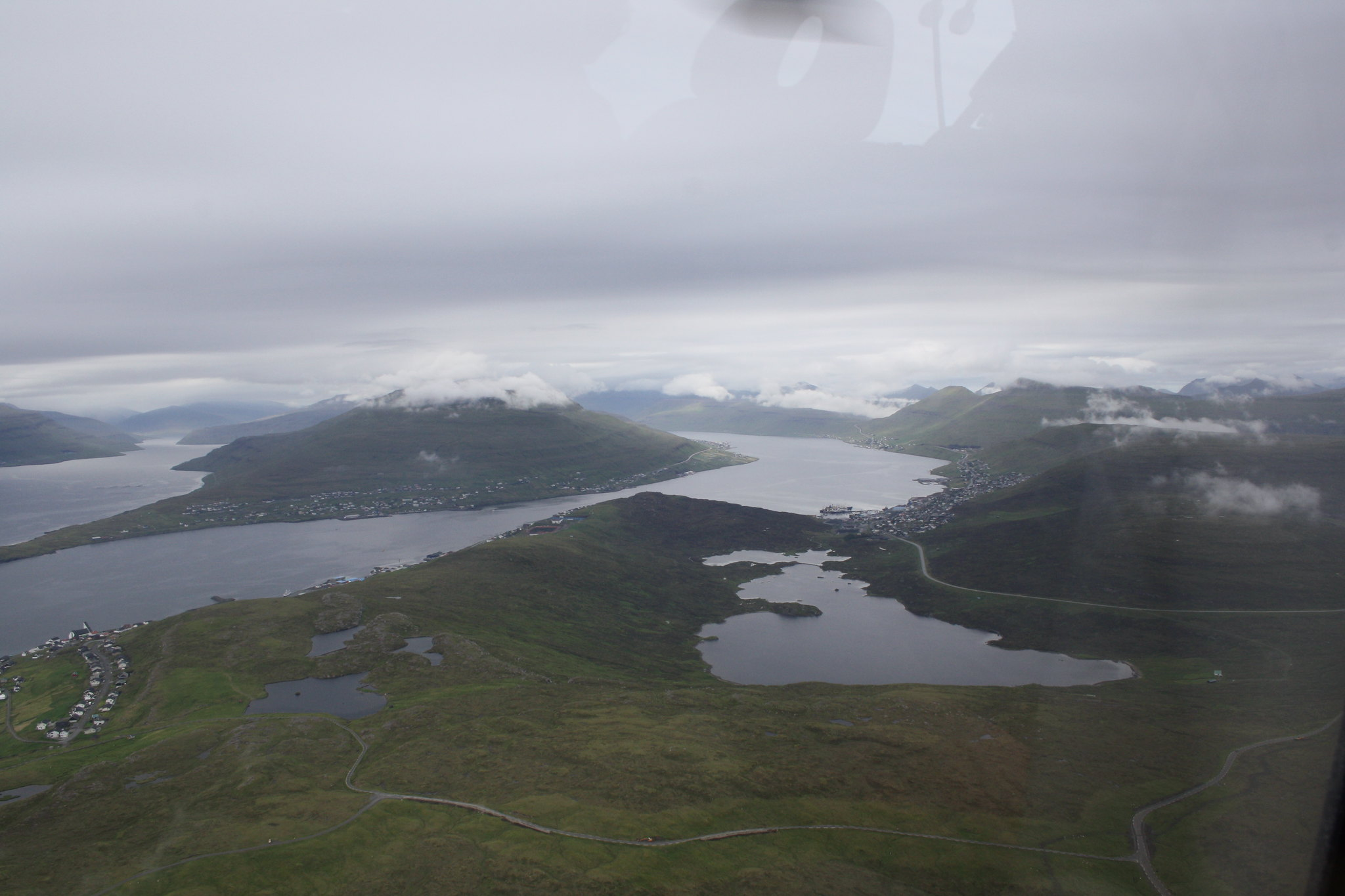
El Toftavatn en primer terme, sobre la població de Runavík i enfront del fiord Skálafjørdur.

El Toftavatn es troba entre els pobles de Toftir i Rituvík. Té una superfície de 51 ha, el que el converteix en el quart llac natural més gran de l'arxipèlag. Es troba a 75 metres sobre el nivell del mar. El llac és conegut per la rica presència d'ocells.
La llegenda explica que un follet aquàtic (Nykin) vivia al Toftavatn. A vegades sortia del llac amb la forma d'un jove atractiu o d'un cavall que atreia dones, joves i nens. Tots els que tocaven el Nykin eren atrapats ràpidament i arrossegats cap a l'aigua amb ell.